# Nagga
Nagga (àrab خميس نكا) és una comuna rural de la província de Safi de la regió de Marràqueix-Safi. Segons el cens de 2014 tenia una població total de 22.542 persones.